# Бенедиктински манастир (Царев брод)
„Сестри Бенедиктинки от Тутцинг“ е действащ католически манастир в България, област Шумен.

## Местоположение
Намира се в село Царев брод, община Шумен. Той е част от католическата Никополска епархия (Dioecesis Nicopolitanus). Негова предстоятелка е сестра Квирина Сайдъл.

## История
Началото на католическата мисия в Енидже, предшестваща възникването на манастира, е поставено още през 1900 г. с пристигането на отец Франц Крингс, пасионист от Рейнската област, който дошъл с цел създаване църква като център на немската католическа общност. Той закупува земя и започва да строи църквата. През 1910 г. храмът е завършен и е осветен. По инициатива на отец Франц католическият епископ от Русе, Леонард фон Баумбах, през 1913 г. моли да бъдат изпратени сестри-бенедиктинки с цел обучаване на немските деца в Ендже.
През 1914 г. в Ендже пристигат четири сестри-бенедиктинки (една учителка, една земеделка, една медицинска сестра и една шивачка) по поръчка на Бенедиктинския мисионерски орден от Тутцинг/Германия (къщата майка). С това официално е поставено началото на манастира, който през 2014 г. ще чества своята 100-годишнина.
През Първата световна война манастирът е подкрепен от още три сестри. Самите те не идват в България с мисионерска цел, а с мисията да поддържат културния и духовен живот на немските заселници. Още през 1914 г. те откриват частно католическо немско основно училище „Св. Йосиф“, което през 1932 г. се допълва с прогимназиално отделение. В училището учат не само немски, но и малък брой български и арменски деца.
От самото начало манастирът се грижи и за деца-сираци, първите от които са останали без родители по време на Балканската война 1913 – 1916 г. Във връзка с ужасната Първа световна война седемте сестри са принудени да напуснат страната през 1918 г., но се връщат с големи трудности през 1920 г.
През 1928 г. по инициатива на сестрите в селото се създава културен дом, а през октомври 1935 г. се образува католическото младежко дружество „Св. Михаил“ с цел да организира лекции и да се грижи за културното и морално развитие на членовете си. През октомври 1936 г. българското министерство за вътрешните работи и народното здраве разрешава регистрирането на манастира като религиозна общност и като юридическо лице.
През годините в манастира функционирала и болногледачна служба, която особено се е грижела за болните от петнис тифус. Сестрите оказвали помощ на пристигалите тук болни от цялото Лудогорие, които в знак на благодарност обикновено поднасяли дарове.
Манастирът на сестрите бенедиктинки е извършвал и интензивна земеделска дейност, чрез която била осигурявана прехраната на общността и на бедните деца. Сестрите се отличавали с изключителното си трудолюбие и резултатност в стопанството, като давали добър пример за отличните немски знания и култура в областта на земеделието. В началото обителта не притежавала никаква обработваема земя, но впоследствие се сдобива с общо 445 дка.
Само десетилетие след основаването си бенедиктинският манастир успял да открие свои филиали и на други места в България – манастирът „Свети Ангели“ в с. Бърдарски геран, Белослатинско, и манастирът „Св. Алоис“ в с. Драгомирово, Свищовско.
Две години след изселването на немската общност от Царев брод, на 3 септемвири 1944 г. немските сестри-бенедиктинки напускат манастира малко преди идването на съветските войска. Руските солдати са били готови да обстрелват манастира, но след като не са открили немци, го пощадили. Само две немски сестри (Евариста Бухер и Буркарда Бетц) остават в Царев Брод и след войната и продължават да работят с приетите вече в манастира български сестри.
Немското училище е приключило дейността си след учебната 1943/1944 година.
След идването на комунистите на власт (9.09.1944 г.) за сестрите-бенедиктинки настъпват тежки години на изпитание. Епохата на тоталитаризма и на войнстващия атеизъм прекратяват дейността на манастира „Пресвето сърце Исусово“. Манастирското земеделско стопанство продължило да работи до 1950 г., когато поради ниските изкупни цени на селскостопанските продукти то фалира и манастирът бил принуден евтино (за стотинки) да отдава земята под аренда. Дотогава, в период на страшно сушави години с ниски добиви, сестрите полагали нечовешки усилия за да могат да издължат държавните наряди и начисленият им непосилен данък.
Спасението за монахините дошло през 1950 г. с откриването на болница за психично болни, за която са предоставени манастирските постройки и сестрите имали възможност да работят като медицински сестри в нея, с право да изпълняват своите религиозни обязаности. Дейностите и връзките на монахините с енориашите били прекратени, но те продължили да служат на Бог и ближните си. Сестрите нямали възможност да преподават вероучение, но самият им живот бил проповед. По този начин манастирът надживява трудните за представителите на религиите години на социализма.
През 1953 г. цялото движимо и недвижимо имущество на манастира е национализирано, включително и земеделски имоти.
След разпадането на комунистическия режим през 1989 г. одържавените имоти принадлежали на Католическата църква в пределите на Народна република България са върнати. Наред с това дейността на манастира „Пресвето сърце Исусово“ е възобновена и разгърната.
През 1992 г. от Германия идват две сестри и с тяхна помощ дейността на манастира е оживена. Започват редовни духовни занимания, направен е основен ремонт и обновяване на върнатите през 1990 г. манастирски сгради.
През последните години, наред с духовната дейност, сестрите проявяват голяма активност и в социални дейности. Младите сестри от манастира работят интензивно с младите хора както от с. Царев брод, така и от Шумен, успяват да създават работа за безработни жени, организират множество културни изяви. В манастира работи и кухня за социално слаби и нуждаещи се.
Голямо богатство за манастира е неговата цветна градина, създадена още с идването на първите сестри от Германия през 1914 г. В градината се отглеждат предимно невен и бял крем, основно с лечебна цел. По стара рецепта бенедиктинките приготвят от цветята мехлем, който се използва при кожни заболявания, екземи, изгаряния, трудно заздравяващи рани, след лъчева терапия и др.
След успешното възстановяване на мисията си в Царев брод, сестрите-бенедиктинки откриват свой филиал в кв. Секирово към гр. Раковски, където през 2006 г. е осветен нов манастир.

## Съвремие
В наши дни монахините в манастира са над 10 от разни страни – България, Германия, Филипините и Южна Корея.
Те развиват благотворителна дейност в селото и района. Манастирът е известен с целебния мехлем, произвеждан от сестрите. Той се използва за лечение на изгаряния и кожни заболявания.